# INEOS
INEOS is een Brits chemiebedrijf onder leiding van de Britse zakenman Jim Ratcliffe. De hoofdzetel van deze multinational is in Londen. Het bedrijf is niet op de beurs genoteerd en is eigendom van Jim Ratcliffe (60%), John Reece (20%) en Andy Currie (20%).

## Geschiedenis
INEOS werd in 1998 opgericht bij wijze van managementbuy-out van de voormalige BP-site in Antwerpen. De naam is een verkorting van "INspec Ethylene Oxide and Specialities", de eerste activiteit van het bedrijf. INEOS heeft daarna een gestage groei gekend door overname van verschillende bedrijven of delen van bedrijven. Zo behoorden sommige onderdelen van INEOS voorheen tot Amoco, BASF, BP, Degussa, Dow Chemical, Enichem, Hoechst, ICI, Monsanto, Phenolchemie, Solvay, Tessenderlo Chemie, UCB, Unilever en Union Carbide. INEOS is ook een actieve verkoper van bedrijfsonderdelen. Voor de financiering van overnames en investeringsprojecten maakt het bedrijf gebruik van bankleningen en zogenaamde high yield bonds (junk bonds).
INEOS kocht in december 2005 Innovene, een dochteronderneming waarin BP de olefinen- en derivatenactiviteiten tijdelijk had samengebracht, aangevuld met twee raffinaderijen. De verkoopsom bedroeg US$ 8,7 miljard. Innovene realiseerde in 2004 een omzet van zo'n US$ 18 miljard. In 2011 verkocht INEOS voor US$ 1 miljard een belang van 50% in de Europese raffinaderijen aan PetroChina.
Op 17 maart 2008 werd de Duitse vestiging getroffen door een zware brand: de hoofdleiding met etheen van Marl naar Antwerpen vatte vuur in Köln-Worringen, waardoor een nabijgelegen voorraadtank met 3000 m³ giftig acrylonitril ontplofte. Omwonenden werd gevraagd vensters en deuren gesloten te houden. Het vergde 1200 brandweerlui verschillende uren om de brand, die verder geen slachtoffers maakte, onder controle te krijgen.
In 2010 verhuisde het bedrijf om fiscale redenen de hoofdzetel naar Zwitserland, een keuze die in de pers werd bekritiseerd. Maar toen zes jaar later de bedrijfsvoorheffingen in het Verenigd Koninkrijk waren gezakt van 28% naar 20% en mogelijk 17%, kondigde het de terugkeer aan.
In november 2014 kondigde INEOS plannen aan om tot £ 640 miljoen te investeren in de winning van schaliegas door fracking in het Verenigd Koninkrijk. Het bedrijf is van plan om het gas te gebruiken als grondstof voor zijn chemische installaties in het Schotse Grangemouth.
In oktober 2015 kocht INEOS de gasactiviteiten op het Britse deel van de Noordzee van LetterOne. LetterOne had DEA van RWE overgenomen, maar moest van de toezichthouder de Britse belangen afstoten. INEOS betaalde ongeveer US$ 750 miljoen voor de aandelen in diverse gasvelden die voor ongeveer 8% in de Britse behoefte voorzien. INEOS heeft plannen om meer upstreamactiviteiten te kopen.
In maart 2016 kocht INEOS het 50%-belang van Solvay in Inovyn, een joint venture voor de productie van polyvinylchloride (pvc) die in juli 2015 werd opgericht. Inovyn heeft een jaaromzet van meer dan € 3,5 miljard met in België vestigingen in Antwerpen en Jemeppe-sur-Sambre. De uitstap van Solvay was oorspronkelijk gepland in juli 2018. INEOS betaalt € 335 miljoen aan Solvay voor het aandelenbelang. Op 28 september 2016 arriveerde in Schotland de eerste van een reeks van 8 nieuwe gastankers voor etheen uit Amerikaans schaliegas, bestemd voor de fabriek in Grangemouth.
In mei 2017 werd bekend dat INEOS de olie- en gasbelangen van Dong Energy gaat kopen. DONG heeft belangen in tientallen velden in de Noordzee, waaronder een aandeel van 20% in het grote gasveld Ormen Lange, en produceerde in 2016 gemiddeld zo’n 89.000 vaten BOE per dag. INEOS betaalt US$ 1,3 miljard en neemt ook de verplichting over om de platforms te verwijderen wanneer de velden leeg zijn. De verwijderingskosten worden geschat op meer dan US$ 1 miljard.
In 2019 overwoog INEOS om de acrylonitrilfabriek in Middlesbrough te sluiten omdat, na eerdere investeringen, nog eens € 200 miljoen nodig zou zijn om aan de milieuverplichtingen te beantwoorden. Uit door milieugroepen opgevraagde documenten van het Britse Environment Agency blijkt echter dat INEOS de fabriek wel wilde openhouden als de Britse regering zou instemmen met afwijkingen van de strengere EU-reglementering, wat volgens deze critici neerkomt op een dreigement. Ook zou de fabriek in de periode 2014-2017 al meer dan 170 milieuovertredingen hebben begaan.
Op 15 januari 2019 maakte INEOS bekend dat het voor € 3 miljard in de Antwerpse haven twee nieuwe installaties gaat bouwen. Het betreft een ethaangaskraker, die ethaangas omzet in ethyleen dat een chemische basisgrondstof is, en een fabriek voor propaandehydrogenatie (PDH). In deze laatste fabriek wordt propaangas omgezet in propyleen voor de plasticindustrie. De gaskraker is de eerste die in 20 jaar in Europa gebouwd gaat worden. De twee fabrieken zouden eerst operationeel zijn tegen 2024 en er zou werk zijn voor zo'n 400 voltijdse arbeidskrachten. Door problemen met de omgevingsvergunning en de CO2-uitstoot zal dit echter niet eerder dan 2026 zijn.
Naar aanleiding van de coronapandemie kondigde INEOS op 24 maart 2020 aan “binnen tien dagen” een handgelfabriek te gaan bouwen in het Verenigd Koninkrijk, en later nog een in Duitsland.
In juni 2020 maakte het Britse energieconcern BP bekend zijn petrochemische divisie te verkopen aan INEOS voor US$ 5 miljard. De petrochemische installaties zijn verspreid over 14 locaties in Europa, Azië en de Verenigde Staten en er werken zo'n 1700 mensen. INEOS betaalt direct US$ 400 miljoen en als de transactie voltooid is nog eens US$ 3,6 miljard. Op 1 januari 2021 werd de overname afgerond. In 2021 wordt het restant betaald.

## Activiteiten
Het bedrijf heeft inmiddels 194 productie-eenheden in 29 landen, ondergebracht in verschillende vennootschappen, geregistreerd in het Verenigd Koninkrijk, Noorwegen, Zwitserland, België, Frankrijk en Duitsland. INEOS is het op twee na grootste chemiebedrijf, en telde in 2022 zo'n 26.000 werknemers (15.500 in 2006, 16.500 in 2007 en 19.000 in 2018) en behaalde een omzet van zo'n US$ 60 miljard. De vijf belangrijkste afzetmarkten zijn Duitsland, Verenigde Staten, Verenigd Koninkrijk, Frankrijk en Benelux. Deze zeven landen hebben een aandeel van circa 75% in de totale omzet.

### België
INEOS ontstond in België, en beschikte er in 2020 over elf vestigingen, gelegen in het Antwerpse (Berendrecht-Zandvliet-Lillo, Doel, Zwijndrecht), Geel, Brussel, Feluy en Jemeppe-sur-Sambre.

## Aandeelhouder
Jim Ratcliffe bezat in 2007 52% van INEOS en zijn persoonlijk vermogen werd anno 2018 op US$ 16,4 miljard geraamd. Hij heeft hierdoor rangorde 78 op de Forbes-lijst van de rijkste mensen ter wereld.

## Sponsoring
Ratcliffe is de eigenaar van de voetbalclub FC Lausanne-Sport, waardoor de club gesponsord wordt door INEOS.
In 2018 startte INEOS het wedstrijdzeilteam INEOS Team UK, om daarmee een gooi te doen naar de America's Cup in 2021.
In maart 2019 maakte de wielerploeg Team Sky bekend dat deze ploeg overgenomen zou worden door INEOS. Sinds de start van de Ronde van Romandië op 30 april 2019 gaat het team door het leven als Team INEOS. Jim Ratcliffe zelf staat bekend als fanatiek amateurwielrenner.
INEOS was de sponsor van de succesvolle aanval van Eliud Kipchoge op de grens van 2:00:00 van de marathon. Op 12 oktober 2019 doorbrak de atleet te Wenen de magische grens met 1:59:40 minuten.
INEOS is sinds 10 februari 2020 hoofdsponsor van het F1-team van Mercedes GP. Het gaat om een 5-jarige deal.
In december 2020 werd 30% van de aandelen van Daimler in het Formule 1-team Mercedes aangekocht door INEOS.
Sir Jim Ratcliffe bezit ongeveer 28,94% van Manchester United via zijn bedrijf INEOS. Hij kocht in december 2023 eerst een 25% aandeel en verhoogde later zijn eigendom door extra investeringen in de club.